# Vrolijke vrienden
Vrolijke vrienden is een Vlaams kinderliedje van Bob Davidse uit 1958.
In 1977 verscheen het nummer op zijn Best of LP Nonkel Bob en zijn Vrolijke Vrienden.

## In populaire cultuur
- Een bekend en vaak herhaald fragment uit Elektron was een hommage aan Nonkel Bob, wiens boekje voor kinderen die graag gitaar wilden leren een belangrijke inspiratiebron was voor veel latere Vlaamse rockgitaristen. Als eerbetoon zongen en speelden ze in 1983 toen live in de uitzending samen met Bob Davidse zijn nummer Vrolijke vrolijke vrienden. Onder hen o.m. Rik Aerts (The Bet), Sante (Boxcars), Luc Imants en Erik Wauters (De Kreuners), Rembert De Smet (Twee Belgen), Mark Van Rooy (The Parking Meters), Ludo Mariman en Luc Van der Poel (The Kids), Big Bill, Jean Blaute en Bart Peeters. Als extra grapje werd het programma toen ook "Bob Elektron" genoemd.[2]
- Het nummer is ook gecoverd door Samson en Gert.
- In 2005 bracht Merho de strip Kiekeboe 106 Vrolijke vrolijke vrienden uit, een titel die aan het liedje en haar bedenker refereert.[3]

## De tekst
(Bob Davidse)
Refrein. 
Vrolijke vrolijke vrienden
vrolijke vrienden, dat zijn wij
Vrolijke vrolijke vrienden
vrolijke vrienden, dat zijn wij

1. Als wij samen gaan kamperen
naar het bos of naar de hei
Dan klinkt het wel duizend keren
vrolijke vrienden dat zijn wij

2. 's Morgens komt de zon ons wekken
en de vogels zingen blij
Dan is 't tijd dat wij gaan trekken
door de duinen, bos of hei

3. Twee of drie die koken 't eten
brengen lekk're dingen mee
Er is iets dat wij wel weten,
wie op kamp is eet voor twee!

4. En gaat stil de avond komen,
zingen, dansen wij bij 't vuur
Tot wij in ons tent gaan dromen
in het late, late uur!